# セリウムヒンガン石
セリウムヒンガン石（セリウムヒンガンせき、 Hingganite-(Ce)）は、2007年に発表された日本産新鉱物で、国立科学博物館の鉱物学者宮脇律郎などにより、岐阜県中津川市の蛭川地域から発見された。 化学組成はCe2□Be2[SiO4]2(OH)2で、単斜晶系。淡褐色のガラス光沢を持つ結晶として産出し、モース硬度は5-6。
ガドリン石スーパーグループのガドリン石サブグループ・ガドリン石グループのヒンガン石（Hingganite）の主要元素がセリウムとなっている。1981年に最初に記載されたイットリウムヒンガン石（Hingganite-(Y)）が中国黒竜江省から産出し、付近の大興安嶺(Da Hinggan Ling)に因んで名付けられたため、和名は、ヒンガン石を興安石と書くこともできるが、殆ど用いられていない。ヒンガン石は、2023年現在で上記二種の他にネオジム、イッテルビウムを含むものが記載されている。